# حدیقه کیانی
حدیقه کیانی (در پنجابی و اردو: حدیقه کیانی تی (سی) یک خواننده، ترانه‌سرا، نوازنده گیتار، آهنگساز، بازیگر و انسان دوست پاکستانی می‌باشد. کیانی جایزه‌های مختلفی محلی و بین‌المللی را کسب نموده و ایضاًدر رویال آلبرت هال و مرکز کندی اجرا داشته‌است. او به علاوه بر اردو و پنجابی، چندین آهنگ را نیز به زبان پشتو خوانده‌است.
در سال ۲۰۰۶، کیانی چهارمین جایزه عالی غیرنظامی پاکستان، تمغای امتیاز، را برای کمک‌هایش براساس موسیقی کسب نمود. در سال ۲۰۱۰، کیانی به نام سفیر حسن نیت برنامه توسعه سازمان ملل متحد منتخب گردید و نخستین زن در پاکستان بود که سفیر حسن نیت در سازمان ملل متحد شد.
در سال ۲۰۱۶، کیانی به نام قسمتی از نسخه «قدرت» توسط گروه خبری عالی این کشور، گروه روزنامه‌های جنگ، به نام جزعی از «قوی‌ترین و موثرترین زن‌های پاکستان» معرفی شد.

## اوایل زندگی و حرفه
کیانی در راولپندی به نام کوچکترین از ۳ خواهر و برادر بزرگش (عرفان کیانی) و خواهر (ساشا) متولدشد. پدر وی در ۳ سالگی درگذشت. مادر وی، شاعر خوار کیانی، مدیر یک مدرسه دولتی دخترانه بود. خاور با دیدن توانایی موسیقایی وی، کیانی را به عضویت شورای ملی هنر پاکستان درآورد. کیانی تحصیلات اولیه موسیقی را نزد استادش خانم نرگس ناهید دریافت کرد.
کیانی در خلل تحصیل در دبیرستان دخترانه نون نساء، نماینده پاکستان در جشنواره‌های بین‌المللی کودک‌ها در ترکیه، اردن، بلغارستان و یونان بود و مدال‌های متعددی را در این گام کسب کرد و برای هزاران نفر در سرتاسر جهان اجرا نمود. کیانی همچنین قسمتی از برنامه کودک رنگ برنگی دنیا سهیل رعنا بود که یک موزیکال هفتگی از شبکه پیتی وی بود.
کیانی به نام یک کلاس هشتم از محل تولدش راولپندی به لاهور مهاجرت کرد و در آن مکان آموزش کلاسیک خود را توسط استاد فیض احمد خان و واجید علی نشاد ادامه نمود. کیانی از موسسه‌های برتر پاکستان فارغ‌التحصیل شد و مدرک لیسانس خود را در رشته روانشناسی از کالج کینربرای دانشگاه زن‌ها و کارشناسی ارشد خود را در روانشناسی از دانشگاه تاریخی کالج دولتی (لاهور) گرفت.
در تاریخ اوایل دهه ۱۹۹۰، کیانی برای اجرای یک برنامه موسیقی کودک‌ها به اسم آنگان آنگان تارای داخل تلویزیون شد. در۳۱⁄۲ سال، کیانی بیش از یک هزار آهنگ برای کودک‌ها خوانده بود در حالی که در گوشه امجد بابی آهنگساز معروف موسیقی و بعدها با خلیل احمد آهنگساز موسیقی میزبان برنامه بود. با توجه به ترانه‌های بسیار زیاد کیانی در این برنامه، نام «آرتیست +ای» از جانب شبکه پی تی وی با عضو شدن به آهنگ‌هایی چون نورجهان، ناهید اختر و مهناز به او اهدا شد. کیانی همچنین به عنوان وی جی برای یک برنامه نمودار موسیقی به نام پیوند ویدیویی در ان تی ام ظاهر شد.
کیانی در روزهای نخست دهه ۹۰ آغازبه خواندن آهنگ‌هایی به نام خواننده پخش برای فیلم‌ها کرد که اصلی‌ترین آن فیلم دلبرپاکستانی به اسم سرگام بود که توسط عدنان سامی خان بازیگر و آهنگسازی شد. در همان سال، کیانی جوایز متعددی را برای آواز خواندن خود کسب نمود، از جمله جوایز معتبر نیکار برای بهترین خواننده زن.